# 딜레마
딜레마(영어: Dilemma, 문화어: 딜렘마)는 두 가지 옵션 중 각각 받아들이기 어려우거나 불리한 어려운 상태를 말한다. 세 가지의 경우는 트릴레마라고 한다. 한편 딜레마의 어원은 그리스어 di(두 번)과 lemma(제안,명제)의 합성어로된 '두 개의 제안'이라는 뜻으로 진퇴양난의 의미이다.

## 예
죄수의 딜레마(또는 용의자의 딜레마), 동맹안보 딜레마(同盟安保dilemma)
민주주의의 딜레마(民主主義의dilemma), 반대 딜레마(反對dilemma)
, 사회적 딜레마(社會的dilemma)
, 선장의 딜레마(船長의dilemma), 트롤리 딜레마등 딜레마는 정치,경제,사회,윤리등 전반에 걸쳐 확인할 수 있다.
한편 특히 동맹안보 딜레마는 이기주의와 이타주의의 한계 및 그러한 동전의 양면성을 잘보여준다고 할 수 있다.

## 딜레마
딜레마(영어: dilemma, 문화어: 딜렘마)는 선택해야 할 길은 두 가지 중 하나로 정해져 있는데, 그 어느 쪽을 선택해도 바람직하지 못한 결과가 나오게 되는 곤란한 상황을 가리킨다. 어느 한쪽을 선택하는 순간 동시에 다른 한쪽은 포기해야하기 때문이다. 그렇다고 둘다 선택하거나 둘다 포기할수도 없는 곤란한 상황이다. 이러한 딜레마는 논리학에서 대전제가 두 개의 가언적 명제의 연언(連言) 명제로 되어 있고, 소전제가 대전제의 두 전건을 선언적으로 긍정하든가 혹은 두 후건을 선언적으로 부정하는 선언지 형태로 되어 있는 삼단 논법(syllogism)의 형식을 갖고있다. 예를 들면, ‘네가 만일 정직하면 세인이 증오할 것이고, 만일 부정직하면 신이 증오할 것이다. 너는 정직하든가 또는 부정직하다. 그러므로 너는 세인의 증오를 받든지 신의 증오를 받는다.’라고 하는 것이다. 이것은 선택해야하는 2개의 선택지가 제시되므로 '양도논법'이라고도 부른다.

## 딜레마의 구조
대전제 : 2개의 가언명제를 갖는 연언 명제
소전제 : 전건 긍정(구성 딜레마) 또는 후건 부정(파괴 딜레마)의 선언지를 갖는 선언명제
결론 : 선언명제(단순딜레마) 또는 정언명제(복합딜레마)
딜레마의 구조는 삼단논법의 양도논법 형식을 갖추었다.

## 예
(대전제) 네가 만일 정직하면 세인이 증오할 것이고, 만일 부정직하면 신이 증오할 것이다.
(소전제) 너는 정직하든가 또는 부정직하다.
(결론) 그러므로 너는 세인의 증오를 받든지 신의 증오를 받는다.
이것은 복합구성의 딜레마이다.

## 딜레마 구간
딜레마 구간(dilemma區間,dilemma zone)은 신호가 있는 교차로에서 운전자가 황색 신호를 인식하였으나 정지선 앞에서 정지할 수 없어서 계속 진행하여 황색 신호가 끝날 때까지 교차로를 빠져나오지 못한 경우에, 황색 신호의 시작 지점에서부터 끝난 지점까지 차량이 존재하고 있는 구간으로 과도기적인 영역이다.

## 트롤리 딜레마
달리는 전차의 철도 궤도를 바꾸면 소수 또는 다수의 인명을 살릴수있지만 바뀐 궤도에는 또다른 1명의 목숨이 달려있다. 궤도가 바뀌도록 레버를 당기는 사람은 과연 어떠한 선택을 해야할까? 이것이 그 유명한 트롤리 딜레마(trolley problem)이다. 자율주행자동차가 개발되는데있어서 기술적인 문제뿐만아니라 이러한 정답없는 트롤리 딜레마의 윤리적 선택지도 인공지능적인 면에서 선행적으로 해결되어야할 영역으로 언급되고있다.

## 딜레마 빠져나오기
한편 딜레마에서 곤란한 상황에 처하게 되는것은 명제의 선언지에 기인하는데 이러한 선언지를 '딜레마의 뿔(Horn)'이라고 하며 이러한 딜레마를 대응하는 것으로는 뿔을 피하기,뿔을 잡기,반대 딜레마로 대응하기등이 있다.

## 같이 보기
- 역설
- 뷔리당의 당나귀
- 본인-대리인 문제
- 반어